# Paisatgisme català
Es coneix com a paisatgisme català a totes aquelles obres pictòriques realitzades sobre temàtica del paisatge a Catalunya durant l'època del Romanticisme.

## Història
Cap al 1820, el paisatge va deixar de tenir un paper secundari i anecdòtic per als romàntics europeus. Els responsables d'aquesta petita revolució dins el camp pictòric van ser els francesos, que volien apropar l'home a la natura, i els idealistes alemanys.
Un dels grans impulsors del paisatgisme català va ser el pintor Lluís Rigalt i Farriols (Barcelona, 1814-1894). A més de produir una obra molt extensa i d'una gran qualitat, va tenir un paper decisiu en la formació de la majoria dels artistes de generacions posteriors, com a professor de la classe de perspectiva i paisatge de l'Escola Llotja de Barcelona des del 1841 fins al final de la seva vida. Rigalt va ser un home prolífic. Va treballar l'escenografia i va ser un important teòric en el camp de les arts aplicades. El seu llegat, però, més important van ser els dibuixos i pintures que retraten la natura del país i els carrers i monuments de moltes ciutats catalanes, fonamentalment de Barcelona. Sempre es va moure entre l'essència romàntica i la interpretació realista de l'entorn, als quals aportava una visió personal. Tenia una tècnica precisa i dominava la línia. Va ser un mestre del dibuix, que va realitzar milers d'apunts del natural en recorreguts per Catalunya.
Altres autors paisatgistes de la mateixa etapa van ser Joaquim de Cabanyes i Ballester, Enric Ferau i Alsina, Pere Màrtir Arraut o Antoni Peyra i Tejes.
L'altre corrent que va tenir una gran influència entre els artistes catalans va ser el natzarisme.